# Chyliza abstrusa
Chyliza abstrusa är en tvåvingeart som beskrevs av Shatalkin 1989. Chyliza abstrusa ingår i släktet Chyliza och familjen rotflugor. Inga underarter finns listade i Catalogue of Life.